# V775 Геркулеса
V775 Геркулеса (лат. V775 Herculis)), HD 175742 — кратная звезда в созвездии Геркулеса на расстоянии приблизительно 70 световых лет (около 21,3 парсек) от Солнца. Возраст звезды определён как около 414 млн лет.

## Характеристики
Первый компонент (WDS J18559+2333Aa) — оранжевый карлик, эруптивная переменная звезда типа RS Гончих Псов (RS) спектрального класса K0V, или K0. Видимая звёздная величина звезды — от +7m до +6,9m. Масса — около 0,77 солнечной, радиус — около 0,878 солнечного, светимость — около 0,27 солнечной. Эффективная температура — около 4983 K.
Второй компонент (WDS J18559+2333Ab) — оранжевый или красный карлик спектрального класса K5V-M2V**, или M3V*. Видимая звёздная величина звезды — +10,4m. Масса — не менее 0,35 солнечной. Орбитальный период — около 2,8794 суток. Удалён на 0,1 угловой секунды.
Третий компонент (WDS J18559+2333B). Видимая звёздная величина звезды — +16,88m. Удалён на 2,7 угловой секунды.
Четвёртый компонент (WDS J18559+2333C). Видимая звёздная величина звезды — +19,3m. Удалён на 8,2 угловой секунды.
Пятый компонент (WDS J18559+2333D). Видимая звёздная величина звезды — +17,34m. Удалён на 9 угловых секунд.
Шестой компонент (WDS J18559+2333E). Видимая звёздная величина звезды — +16,99m. Удалён на 10 угловых секунд.
Седьмой компонент (LSPM J1855+2336) — красный карлик спектрального класса M. Видимая звёздная величина звезды — +15,4m. Эффективная температура — около 3460 K. Удалён на 211 угловых секунд.
Восьмой компонент (WDS J18559+2333G). Видимая звёздная величина звезды — +18,9m. Удалён на 5,4 угловой секунды.
Девятый компонент (WDS J18559+2333H). Видимая звёздная величина звезды — +19,4m. Удалён на 8 угловых секунд.
Десятый компонент (WDS J18559+2333I). Видимая звёздная величина звезды — +19,7m. Удалён на 8,5 угловой секунды.
Одиннадцатый компонент (WDS J18559+2333J). Видимая звёздная величина звезды — +20m. Удалён на 9,4 угловой секунды.
Двенадцатый компонент (WDS J18559+2333K). Видимая звёздная величина звезды — +18,9m. Удалён на 9,3 угловой секунды.
Тринадцатый компонент (WDS J18559+2333L). Видимая звёздная величина звезды — +19,5m. Удалён на 12 угловых секунд.
Четырнадцатый компонент (WDS J18559+2333M). Видимая звёздная величина звезды — +18,5m. Удалён на 16,5 угловой секунды.
Пятнадцатый компонент (WDS J18559+2333N). Видимая звёздная величина звезды — +19,9m. Удалён на 18,9 угловой секунды.
Шестнадцатый компонент (WDS J18559+2333O). Видимая звёздная величина звезды — +18m. Удалён на 19,5 угловой секунды.

## Планетная система
В 2019 году учёными, анализирующими данные проектов HIPPARCOS и Gaia, у звезды обнаружена планета.